# Перов, Юрий Георгиевич
Юрий Георгиевич Перов (2 января 1939; посёлок Выползово-2, РСФСР, СССР — 17 мая 2015; Москва, Россия) — советский и российский актёр театра и кино.

## Биография
Родился 2 января 1939 года в посёлке Выползово-2 Бологовского района Калининской области (ныне — Тверской области) в семье матери экономиста и отца лётчика, который воевал в Великой Отечественной войне и погиб.
После войны, Перов с матерью переехали в Сталинград, где юноша в 1946 году пошёл в школу № 65, но получил аттестат в школе № 15 волгоградской области. Неожиданно в возрасте пятнадцати лет получил роль брата главного героя в фильме «Надежда» у режиссёра Сергея Аполлинариевича Герасимова, получив первую популярность, в том числе среди своего окружения. После первой роли его стали замечать и другие люди относящиеся к кинематографии, после чего фильмография Перова начала увеличиваться, а после окончания учёбы Перов себя видел в будущем только артистом. Во ВГИК к Герасимову С. А. попасть так и не смог из-за набранных трупп, и Перов пошёл обучаться в Школу-студию МХАТ на курс Александра Михайловича Караева. Через время по мимо Московского ТЮЗа (1965—1965), Перов был артистом Театра пантомимы «Эктемим» (1962—1963) и Театра на Бронной (1961 −1962). После того, как у Перова появилась жена Наталья и ребёнок, которого назвали Алексеем, актёр поменял сферу деятельности и отучился на режиссёра. Ставил Перов свои режиссёрские работы и продолжал сниматься в фильмах, только лишь в эпизодических ролях, преподавал мастерство.
В последние годы после перенесённых инфаркта и двух инсультов, Перов находился дома в окружении семьи, но по причине халатности врачей скончался 17 марта 2015 года в Москве. Похоронен на Головинском кладбище.

## Творчество

### Фильмография
- 1954 — Надежда (короткометражный фильм) — Колька, брат Григория.
- 1956 — Дорога правды (Костя, сын Соболевой)
- 1959 — Неподдающиеся (ремесленник у кассы)
- 1963 — Иоланта (фильм-опера) — Водемон, поёт Зураб Анджапаридзе)
- 1963 — Люди не всё знают (Пантелей)
- 1967 — Человек бросает якорь (Андрей)
- 1968—1969 — Развязка (пограничник)
- 1975 — Ольга Сергеевна (помощник Курдюмова)
- 1979 — Москва слезам не верит (Перов, кандидат наук)
- 1980 — Коней на переправе не меняют
- 1980 — Через тернии к звёздам (член совета по контактам)
- 1985 — Битва за Москву (Малышев)
- 1988 — Шаг (СССР, Япония)
- 1993 — Желание любви
- 2011 — Товарищи полицейские (отец Васи, Беглец. 13 отдел, 22-я серия)